# Death Business
Ne doit pas être confondu avec The Burial.
Pour plus de détails, voir Fiche technique et Distribution.
Death Business (The Burial) est un film américain réalisé par Maggie Betts et sorti en 2023. Il s'inspire d'une histoire vraie et d'un article de presse de Jonathan Harr publié en 1999 dans The New Yorker.
Le film est présenté en avant-première au festival international du film de Toronto 2023. Il connait ensuite une sortie limitée au cinéma dans certains pays, avant sa diffusion mondiale sur Prime Video.

## Synopsis
1995. Jeremiah Joseph O'Keefe est le propriétaire d'une maison funéraire en difficulté financière. Un différend contractuel l'oppose au puissant groupe funéraire Loewen (en). Après avoir appris que le jury sera majoritairement constitués d'Afro-Américains, on conseille au vieil homme de faire appel à Willie E. Gary, un avocat spécialisé dans les dommages corporels. Ce dernier, très charismatique, possède un parcours impressionnant mais n'est pas du tout un avocat conventionnel. De son côté, le groupe Loewen a fait appel à sa propre avocate également afro-américaine, Mame Downes, très déterminée.

## Fiche technique
Sauf indication contraire, les informations mentionnées dans cette section peuvent être confirmées par la base de données cinématographiques IMDb,  présente dans la section « Liens externes ».
- Titre original : The Burial
- Titre français : Death Business
- Réalisation : Maggie Betts
- Scénario : Doug Wright et Maggie Betts, d'après l'article de presse The Burial de Jonathan Harr (en)
- Musique : Michael Abels
- Décors : Kay Lee
- Costumes : Mirren Gordon-Crozier
- Photographie : Maryse Alberti
- Montage : Jay Cassidy et Lee Percy
- Production : Jamie Foxx, Jenette Kahn, Celine Rattray, Adam Richman, Robert Shriver, Trudie Styler et Datari Turner

Producteur délégué : Ian Watermeier
- Sociétés de production : Amazon MGM Studios, Double Nickel Entertainment, Foxxhole Productions, Maven Screen Media et Bobby Shriver Productions
- Société de distribution : Prime Video
- Budget : 32,5 millions de dollars[2]
- Pays de production :  États-Unis
- Langue originale : anglais
- Format : couleur
- Genre : drame juridique, comédie dramatique
- Durée : 126 minutes
- Dates de sortie[3] :
  - Canada : 11 septembre 2023 (festival de Toronto)
  - États-Unis : 6 octobre 2023 (sortie limitée au cinéma)
  - Monde : 13 octobre 2023 (Prime Video)
- Classification[4] :
  - États-Unis : R

## Distribution
- Jamie Foxx (VF : Jean-Baptiste Anoumon) : Willie E. Gary (en)
- Tommy Lee Jones (VF : Féodor Atkine) : Jeremiah Joseph O'Keefe (en)
- Jurnee Smollett (VF : Déborah Claude) : Mame Downes
- Alan Ruck (VF : Guillaume Lebon) : Mike Allred
- Mamoudou Athie (VF : Baptiste Marc) : Hal Dockins
- Pamela Reed : Annette O'Keefe
- Bill Camp (VF : Thierry Hancisse) : Raymond Loewen
- Amanda Warren : Gloria Gary
- Dorian Missick (en) (VF : Diouc Koma) : Reggie Douglas
- Lance E. Nichols (VF : Thierry Desroses) : James E. Graves Jr. (en)
- Billy Slaughter (en) (VF : Jérémy Bardeau) : Robert Sperry

## Production
Le scénario est l'adaptation de l'article The Burial écrit par Jonathan Harr et pulié en 1999 dans The New Yorker. En mars 2018, Amazon Studios annonce développer un film écrit par Doug Wright, alors qu'Alexander Payne a été contacté pour la réalisation. En novembre 2020, Maggie Betts est finalement annoncée comme réalisatrice alors que Jamie Foxx rejoint le projet comme producteur et acteur principal. En octobre 2021, Tommy Lee Jones le rejoint dans l'autre rôle majeur, alors que Harrison Ford avait été envisagé. Le mois suivant, Jurnee Smollett rejoint également le film.
Le tournage débute en mars 2022 et se déroule à La Nouvelle-Orléans,,,,.

## Sortie et accueil

### Festivals et diffusion
Le film est présenté en avant-première au festival international du film de Toronto 2023 le 11 septembre 2023,. Distribué par Amazon MGM Studios, il connait ensuite une sortie limitée au cinéma dans certains pays (dont les Etats-Unis le 6 octobre 2023). Il est ensuite diffusé dans le monde sur Prime Video dès le 13 octobre 2023.

### Critique
Sur l’agrégateur de critiques Rotten Tomatoes, il obtient 91 % d'avis favorables pour 75 critiques et une note moyenne de 7,1⁄10. Le consensus suivant résume les critiques compilées par le site : « Un drame judiciaire solide mené par deux performances joliment contrastées, The Burial atteint les rythmes attendus du genre - et reste un régal pour le public à chaque instant ». Sur Metacritic, qui utilise une moyenne pondérée, le film obtient une note de 75⁄100 pour 20 critiques.